# Старе Комино
Старе Ко́мино (рос. Старое Комино, марій. Кресола) — присілок у складі Медведевського району Марій Ел, Росія. Входить до складу Кузнецовського сільського поселення.

## Населення
Населення — 231 особа (2010; 257 у 2002).
Національний склад (станом на 2002 рік):
- лучні марійці — 91 %